# Villevenard
Villevenard és un municipi francès, situat al departament del Marne i a la regió del Gran Est. L'any 2007 tenia 192 habitants.

## Demografia

### Població
El 2007 la població de fet de Villevenard era de 192 persones. Hi havia 85 famílies, de les quals 27 eren unipersonals (12 homes vivint sols i 15 dones vivint soles), 31 parelles sense fills, 23 parelles amb fills i 4 famílies monoparentals amb fills.
La població ha evolucionat segons el següent gràfic:
Habitants censats

### Habitatges
El 2007 hi havia 115 habitatges, 87 eren l'habitatge principal de la família, 4 eren segones residències i 24 estaven desocupats. Tots els 115 habitatges eren cases. Dels 87 habitatges principals, 71 estaven ocupats pels seus propietaris, 12 estaven llogats i ocupats pels llogaters i 5 estaven cedits a títol gratuït; 3 tenien una cambra, 7 en tenien tres, 17 en tenien quatre i 60 en tenien cinc o més. 65 habitatges disposaven pel capbaix d'una plaça de pàrquing. A 45 habitatges hi havia un automòbil i a 33 n'hi havia dos o més.

### Piràmide de població
La piràmide de població per edats i sexe el 2009 era:
| Homes | Edats   | Dones |
| ----- | ------- | ----- |
| 0     | 95 o +  | 4     |
| 0     | 90 a 94 | 4     |
| 8     | 85 a 89 | 0     |
| 4     | 80 a 84 | 0     |
| 0     | 75 a 79 | 0     |
| 0     | 70 a 74 | 8     |
| 12    | 65 a 69 | 4     |
| 0     | 60 a 64 | 4     |
| 4     | 55 a 59 | 8     |
| 12    | 50 a 54 | 4     |
| 20    | 45 a 49 | 12    |
| 0     | 40 a 44 | 8     |
| 4     | 35 a 39 | 8     |
| 12    | 30 a 34 | 4     |
| 4     | 25 a 29 | 8     |
| 8     | 20 a 24 | 0     |
| 12    | 15 a 19 | 8     |
| 8     | 10 a 14 | 4     |
| 8     | 5 a 9   | 0     |
| 4     | 0 a 4   | 8     |

## Economia
El 2007 la població en edat de treballar era de 121 persones, 102 eren actives i 19 eren inactives. De les 102 persones actives 97 estaven ocupades (53 homes i 44 dones) i 6 estaven aturades (1 home i 5 dones). De les 19 persones inactives 6 estaven jubilades, 5 estaven estudiant i 8 estaven classificades com a «altres inactius».

### Ingressos
El 2009 a Villevenard hi havia 96 unitats fiscals que integraven 200,5 persones, la mediana anual d'ingressos fiscals per persona era de 24.638 €.

### Activitats econòmiques
Dels 8 establiments que hi havia el 2007, 1 era d'una empresa extractiva, 2 d'empreses alimentàries, 2 d'empreses de transport, 2 d'empreses d'hostatgeria i restauració i 1 d'una empresa de serveis.
L'únic servei als particulars que hi havia el 2009 era un restaurant.
L'any 2000 a Villevenard hi havia 45 explotacions agrícoles que ocupaven un total de 720 hectàrees.

## Poblacions més properes
El següent diagrama mostra les poblacions més properes.